# カポネ再現
『カポネ再現』（かぽねさいげん）は1932年に日本で制作されたサイレント映画。東活映画社製作。

## スタッフ
- 監督 : 久保義郎
- 脚本 : 西川林之助
- 原作 : 西川林之助
- 撮影 : 本田戒一郎

## キャスト
- 新見映郎
- 大井正夫
- 中野かほる